# Ștefăneștii de Jos
Ștefăneștii de Jos est une commune roumaine située dans le județ d'Ilfov.